# Expo 2010

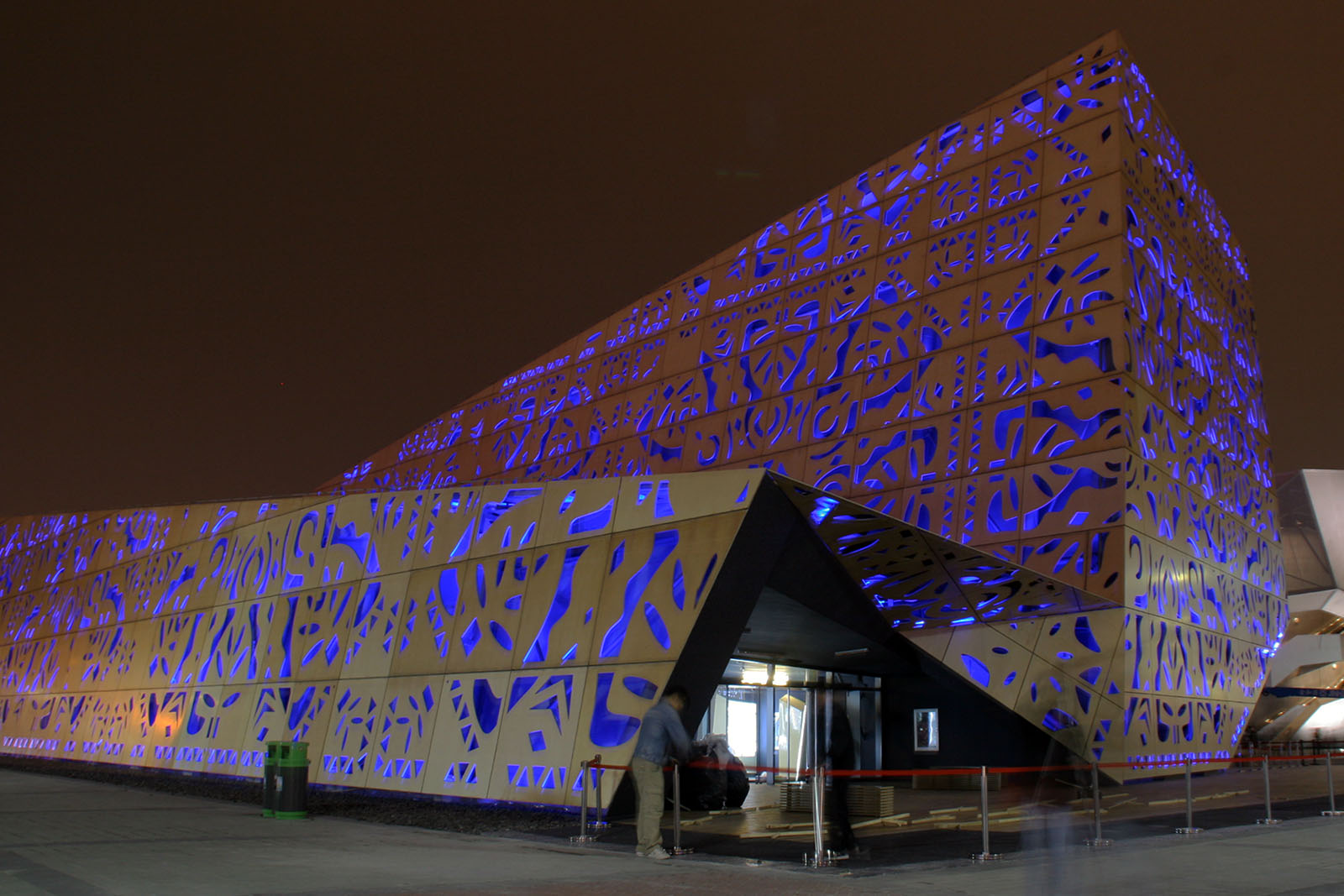
Expo 2010, pawilon Polski

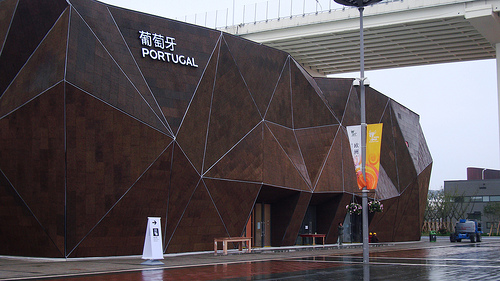
Expo 2010, pawilon Portugalii

Expo 2010 – wystawa światowa w Szanghaju, w Chińskiej Republice Ludowej; odbywała się od 1 maja do 31 października 2010.
Wystawa odbywała się pod hasłem Lepsze miasto – lepsze życie. Planowana frekwencja miała wynosić około 70 milionów zwiedzających, w tym ok. 5 milionów spoza Chin. Przygotowanie wystawy kosztowało 58 mld dolarów.
Otwarcia dokonali przewodniczący ChRL Hu Jintao i prezydent Francji Nicolas Sarkozy oraz szef Komisji Europejskiej José Manuel Barroso.

## Wybór gospodarza
Szanghaj uzyskał największą liczbę głosów w każdej z 4 rund głosowania na 132. posiedzeniu Biura Wystaw Międzynarodowych w Pałacu Księcia Monako w Monte Carlo.
| 132 posiedzenie Biura Wystaw Międzynarodowych 3 grudnia 2002, Pałac Księcia Monako, Monte Carlo, Monako | 132 posiedzenie Biura Wystaw Międzynarodowych 3 grudnia 2002, Pałac Księcia Monako, Monte Carlo, Monako | 132 posiedzenie Biura Wystaw Międzynarodowych 3 grudnia 2002, Pałac Księcia Monako, Monte Carlo, Monako | 132 posiedzenie Biura Wystaw Międzynarodowych 3 grudnia 2002, Pałac Księcia Monako, Monte Carlo, Monako | 132 posiedzenie Biura Wystaw Międzynarodowych 3 grudnia 2002, Pałac Księcia Monako, Monte Carlo, Monako | 132 posiedzenie Biura Wystaw Międzynarodowych 3 grudnia 2002, Pałac Księcia Monako, Monte Carlo, Monako |
| Miasto                                                                                                  | Państwo                                                                                                 | Runda 1                                                                                                 | Runda 2                                                                                                 | Runda 3                                                                                                 | Runda 4                                                                                                 |
| --- | --- | --- | --- | --- | --- |
| Szanghaj                                                                                                | Chińska Republika Ludowa                                                                                | 36 | 38 | 44 | 54 |
| Yeosu                                                                                                   | Korea Południowa                                                                                        | 28 | 34 | 32 | 34 |
| Moskwa                                                                                                  | Rosja                                                                                                   | 12 | 10 | 12 | - |
| Santiago de Querétaro                                                                                   | Meksyk                                                                                                  | 6 | 6 | - | - |
| Wrocław                                                                                                 | Polska                                                                                                  | 6 | - | - | - |

## Sekcja polska
Przygotowaniem i organizacją polskiego udziału w EXPO 2010 zajmowały się Polska Agencja Rozwoju Przedsiębiorczości oraz Polska Agencja Informacji i Inwestycji Zagranicznych, która była także odpowiedzialna za prowadzenie Pawilonu Polski. Pawilon zaprojektował zespół architektów w składzie: Marcin Mostafa, Natalia Paszkowska i Wojciech Kakowski. Konstrukcję oraz instalacje zaprojektowała firma Buro Happold. W dekoracji zewnętrznej wykorzystano ażurowe wzory nawiązujące do tradycji ludowych wycinanek. Oficjalnego otwarcia dokonali wiceminister gospodarki Rafał Baniak, prezes Polskiej Agencji Rozwoju Przedsiębiorczości Bożena Lublińska-Kasprzak, komisarz Sekcji Polskiej EXPO i równocześnie prezes Polskiej Agencji Informacji i Inwestycji Zagranicznych Sławomir Majman.